# خدمات تأمين التجارة الخارجية الإيطالية
 ساس هي وكالة ائتمان الصادرات الإيطالية.
- 1977 - تأسيس ساس ككيان عام تحت إشراف وزارة الاقتصاد والمالية الإيطالية (MEF)
- 2004 - تم تحويلها إلى شركة مساهمة برأس مال مملوك بالكامل لوزارة الاقتصاد والمالية الإيطالية ويدخل سوق التأمين الائتماني قصير الأجل
- 2005 - ساس تدخل سوق الضمان
- 2010 - دخلت ساس سوق العوملة
- 2012 - تم الاستحواذ على ساس بواسطة كاسا ديبوست اي بريستيتي
- 2016 - تشكل ساس و سيمست مركزًا للتصدير والتدويل بمبادرتهما ذات الباب الواحد

ساس ، التي تسيطر عليها شركة كاسا ديبوست اي بريستيتي بنسبة 100٪ ، تقدم مجموعة معقدة من أدوات التأمين الائتماني وحماية الاستثمار وتوفير الضمانات والضمانات المالية. التأمين الائتماني هو تخفيض مخاطر الإعسار أو تحويلها إلى أطراف ثالثة. يشمل التأمين ، من الناحية الاقتصادية والمالية ، إدارة وتمويل القرض. مخاطر البناء كلها عوامل قادرة على إلحاق الضرر بشركة معينة أو أنها قد تتضرر هي نفسها.